# Kanstancin Juchniewicz
Kanstancin (Kastuś) Alaksandrawicz Juchniewicz, także Konstanty Juchniewicz (ur. 15 grudnia 1896 w Puszkaryszkach k. Brasławia, zm. 14 sierpnia 1971 w Brasławiu) – białoruski polityk okresu II RP, dziennikarz, poseł na Sejm. 

## Życiorys
Studiował w szkole rolniczej w Szawlach. W czasie I wojny światowej służył w armii rosyjskiej i I Korpusie wojsk polskich. 
W okresie II RP wiceprezes związanego z chadecją Białoruskiego Związku Włościańskiego (konkurenta „Hramady”), członek zarządu Kasy Stefczyka. Pisywał do pism „Białoruskaja Krynica”, „Głos Wileński”, „Kurier Wileński”, „Sielska Niwa”. 
Aresztowany w 1928 za działalność antypaństwową, w tym samym roku wybrany na posła II kadencji Sejmu RP z okręgu Święciany. Jego mandat unieważniono w kwietniu 1930, by przywrócić mu ważność w lipcu tego samego roku. 
W latach 30. związany z Białoruską Narodowo-Socjalistyczną Partią, współpracującą z NSDAP w nadziei na stworzenie niezależnego państwa białoruskiego, od 1937 sprawował funkcję jej sekretarza. 
W 1939 aresztowany przez NKWD i wywieziony do łagru w Republice Komi, po powrocie z łagru mieszkał w Brasławiu, zginął w wypadku samochodowym. 